# Финал Кубка Англии по футболу 1886
Финал Кубка Англии по футболу 1886 года (англ. 1886 FA Cup Final) — футбольный матч, завершавший розыгрыш Кубка Англии сезона 1885/86. Он стал 15-м финалом Кубка Англии, старейшего футбольного турнира в мире. В нём встретились «Блэкберн Роверс» (победитель Кубка Англии двух предыдущих сезонов) и «Вест Бромвич Альбион». Матч прошёл на стадионе «Кеннингтон Овал» в Лондоне. Игра закончилась нулевой ничьей, после которой игроки «Альбион» хотели назначения дополнительного времени, но «Роверс» отказался, после чего была назначена переигровка.
Переигровка была примечательна тем, что стала первым матчем финала Кубка Англии, сыгранным за пределами Лондона — на стадионе «Рейскорс Граунд» в Дерби. Переигровка закончилась со счётом 2:0 в пользу «Блэкберн Роверс», который выиграл третий подряд Кубок Англии. Мячи забили Джеймс Браун и Джо Сауэрбаттс.
Оба матча судил Фрэнсис Мэриндин.

## Путь к финалу

### «Блэкберн Роверс»
| Раунд     | Противник                | Результат |
| --------- | ------------------------ | --------- |
| 1-й       | Клитероу (В)             | 2:0       |
| 2-й       | Озуалдуисл Роверс (Д)    | 1:0       |
| 3-й       | Дарвен Олд Уондерерс (Д) | 6:1       |
| 4-й       | Стейвли (Д)              | 7:1       |
| 5-й       | дальше                   | дальше    |
| 6-й       | Брентвуд (В)             | 3:1       |
| Полуфинал | Свифтс (Н)               | 2:1       |

### «Вест Бромвич Альбион»

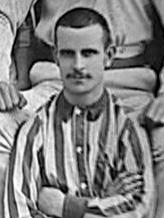
В шестом круге Джем Бейлисс сделал первый в истории «Альбиона» хет-трик в Кубке Англии

В третьем для себя сезоне Кубка Англии «Вест Бромвич» играл дома во всех раундах вплоть до полуфинала. В первых двух раундах «Альбион» обыграл «Астон Юнити» со счётом 4:1 и «Уэнсбери Олд Атлетик» со счётом 3:2. Из-за нечётного количества команд, «Вест Бромвич» напрямую вышел в четвёртый раунд, где обыграл «Вулверхэмптон Уондерерс» со счётом 3:1. В пятом раунде «Альбиону» хватило одного гола, чтобы победить «Олд Картузианс». Хет-трик Джема Бейлисса — первый для игроков «Вест Бромвича» в Кубке Англии — помог одержать победу над «Олд Уэстминстерс» в четвертьфинале со счётом 6:0. Тем самым «Вест Бромвич» впервые вышел в полуфинал Кубка Англии. Полуфинал прошёл на стадионе «Астон Лоуэр Граундс», на котором «Альбион» сыграл против своего давнего соперника, клуба «Смолл Хит». «Вест Бромвич Альбион» выиграл со счётом 4:0 — Артур Лоуч и Джордж Вудхолл оформили по «дублю» — и стал первой командой из Мидлендса, достигшей финала Кубка Англии. После игры болельщики клуба «Смолл Хит» выбежали на поле, а впоследствии открыли стрельбу по транспортным средствам, предназначенным для игроков «Вест Бромвича», ранив нескольких человек.
| Раунд     | Противник                   | Результат |
| --------- | --------------------------- | --------- |
| 1-й       | Астон Юнити (Д)             | 4:1       |
| 2-й       | Уэнсбери Олд Атлетик (Д)    | 3:2       |
| 3-й       | дальше                      | дальше    |
| 4-й       | Вулверхэмптон Уондерерс (Д) | 3:1       |
| 5-й       | Олд Картузианс (Д)          | 1:0       |
| 6-й       | Олд Уэстминстерс (Д)        | 6:0       |
| Полуфинал | Смолл Хит Альянс (Н)        | 4:0       |

## Первый матч
| Блэкберн Роверс | 0:0     | Вест Бромвич Альбион |
| --------------- | ------- | -------------------- |
|                 | (отчёт) |                      |

| Блэкберн Роверс | Вест Бромвич Альбион |

| Блэкберн Роверс: |                  |  |
|                  |                  |  |
| Вр               | Херби Артур      |  |
| Защ              | Ричард Тернер    |  |
| Защ              | Фергус Сутер     |  |
| Хав              | Джозеф Хейз      |  |
| Хав              | Джимми Форрест   |  |
| Хав              | Хью Макинтайр    |  |
| Нап              | Джимми Дуглас    |  |
| Нап              | Томас Стракан    |  |
| Нап              | Джо Сауэрбаттс   |  |
| Нап              | Говард Феситт    |  |
| Нап              | Джеймс Браун (к) |  |

| Вест Бромвич Альбион: |                  |  |
|                       |                  |  |
| Вр                    | Боб Робертс      |  |
| Защ                   | Гарри Грин       |  |
| Защ                   | Гарри Белл       |  |
| Хав                   | Эзра Хортон      |  |
| Хав                   | Чарли Перри      |  |
| Хав                   | Джордж Тимминс   |  |
| Нап                   | Джордж Вудхолл   |  |
| Нап                   | Томми Грин       |  |
| Нап                   | Джем Бейлисс (к) |  |
| Нап                   | Артур Лоуч       |  |
| Нап                   | Джордж Белл      |  |

## Переигровка
| Блэкберн Роверс      | 2:0     | Вест Бромвич Альбион |
| -------------------- | ------- | -------------------- |
| - Браун - Сауэрбаттс | (отчёт) |                      |

| Блэкберн Роверс | Вест Бромвич Альбион |

| Блэкберн Роверс: |                  |  |
|                  |                  |  |
| Вр               | Херби Артур      |  |
| Защ              | Ричард Тернер    |  |
| Защ              | Фергус Сутер     |  |
| Хав              | Нэт Уолтон       |  |
| Хав              | Джимми Форрест   |  |
| Хав              | Хью Макинтайр    |  |
| Нап              | Джимми Дуглас    |  |
| Нап              | Томас Стракан    |  |
| Нап              | Джо Сауэрбаттс   |  |
| Нап              | Говард Феситт    |  |
| Нап              | Джеймс Браун (к) |  |

| Вест Бромвич Альбион: |                  |  |
|                       |                  |  |
| Вр                    | Боб Робертс      |  |
| Защ                   | Гарри Грин       |  |
| Защ                   | Гарри Белл       |  |
| Хав                   | Эзра Хортон      |  |
| Хав                   | Чарли Перри      |  |
| Хав                   | Джордж Тимминс   |  |
| Нап                   | Джордж Вудхолл   |  |
| Нап                   | Томми Грин       |  |
| Нап                   | Джем Бейлисс (к) |  |
| Нап                   | Артур Лоуч       |  |
| Нап                   | Джордж Белл      |  |